# Мисионис
Мисионис е древен български град от епохата на ранновизантийска култура (V – VII век) и средновековна българска култура (IX – XIV век). Посочен е три пъти в книгата „Развлечение на копнеещия да преброди страните“ на Мохамед ал-Идриси. Смята се, че споменатият Мисионис съвпада със средновековен български град, разположен на 7 километра от град Търговище, в Преславската планина. Той е част от Стоте национални туристически обекта.

## Сведения
През 1153 година в един дворец на остров Сицилия Мохамед Ал-Идриси завършва книгата поръчана лично от любознателния нормански крал Рожер II, озаглавена „Развлечение на копнеещия да преброди страните“, върху която работил цели 15 години. По-късно наречена „Географията на Ал-Идриси“, книгата дава сбита представа за познатите тогава части отЕвропа, Азия и Африка и заобикалящите ги морета и океани.
В тази книга арабският учен подробно описва днешните български земи, където се посочват имената на множество градове като Ниш, Видин, Ловеч, Разград и други.
На три места Ал Идриси споменава Мисионис без да уточнява дали не става въпрос за столица на Мизия. Многолюден и цветущ град, разположен в подножието на планина, основан в древни времена. Градът е имал оживени пазари и природни богатства, а жителите му извличали значителни доходи от търговия. Арабският географ посочва разстоянията до близки селища и това позволява да се търси местоположението на града в определена област и селищно обкръжение.
През 11 - 12 в. по време на византийската власт в българските земи, Мисионис нараства като население и вероятно е важен пункт по търговските пътища от Константинопол към земите на номадите на север от Дунав и на североизток от тях към уделните княжества на бившата Киевска Рус. След 1185 г. градът попада в пределите на Втората българска държава, като запазва значимостта си и дори увеличава населението си в средата на 13 в. През 14 в. са налице симптоми на упадък, причините за който все още са неясни.  
След източника на Ал Идриси, името не се споменава никога повече. Данни от турски документи показват, че по-късно селище на мястото на Мисион е вероятно да се е наричало Косово. Според писанията на османския хронист Мехмед Нешри през 1393 г. везирът Али паша предприема поход от превзетия наскоро от османците Шумен към столицата Търновград, на пътя към която се озовава пред непристъпната крепост Кос Ова, отличаваща се със здравите си крепостни стени и многобройни бойни кули. Кос Ова оказва силна съпротива срещу обсаждащите я войски на Али паша. Нейният управител смело заявява на изпратените парламентьори: „Ние не ще се отречем от нашия господар (цар Иван Шишман), за да се покорим на турците!“ Заради тези слова градът е изгорен след превземането, а всичките му жители са превърнати в роби.
Основоположникът на българската археология, Карел Шкорпил допуска, че Мисионис се е издигал на 7 км западно от град Търговище в северния край на стръмния пролом на река Врана, която там прекосява предпланините на Стара планина
Още разкопките на Димитър Овчаров показват, че към IX – X век животът тук се възражда, в руините на древния град се създава средновековно българско селище, свързано тясно с близката столица Велики Преслав. През XII – XIV век на хълма Крумово кале вече се е издигала мощна крепост, откритите в нея изобилни находки свидетелстват, че крепостта е била богат град и важно звено на източните подстъпи към новата столица Търновград. В края на XIV век укреплението е превзето от турците след тежка обсада, направените на съвсем плитко християнски погребения свидетелстват за жестоката битка. Според законите на газавата[поясни], крепостта е опожарена и никога повече не се възражда.

## Открития
През 1962 година Българската академия на науките (археолог Димитър Овчаров) започва археологически разкопки на изявеното възвишение Крумово кале, намиращо се в края на този проход. Бъдещият ст.н.с. Овчаров открива крепост от V – VI век, със запазени стени, високи до 3 – 4 м. Във вътрешната част е открита огромна църква с кръщелна, стражеви помещения, жилищни сгради. Склоновете на хълма са били с градско застрояване, което се проучва частично. В един от кварталите е разположен втори голям християнски храм, базиликална архитектура. Големият град се е простирал и в низината, където река Врана излиза от планината и се втурва в Дунавската равнина. Смята се че градът е възникнал още в античността и е продължил да съществува чак до османското нашествие в края на XIV век. В околността се намират мраморни колони от монументални сгради, антична каменна пластика, изобилна римска керамика, средновековни некрополи. През 1972 година разкопките са прекратени.
През 2004 година Регионалният исторически музей в Търговище (археолог Ангел Конаклиев) подновява разкопките. Преди да предприеме мерки, Ангел Конаклиев прекарва месеци над книгата на Ал Идриси, и е стигнал до извода на Карел Шкорпил. Чрез обхождания и сондажи Ангел Конаклиев разбира, че градът е бил много по-голям, отколкото се смятал преди. В гъстата гора се намира още една крепостна стена, обграждала някога разрасналите се квартали., градската площ е била около 200 дка.

### Християнска църква
Същественото откритие на екипа е третата раннохристиянска църква на стотина метра извън разкритото от Димитър Овчаров укрепление. Смята се за очевидно тази църква да принадлежи и да е обслужвала някой от кварталите извън стените (fuori mura). Това подсказват и развалините на няколко каменни къщи, „разчистени“ от археолозите. Храмът се намира на неголям площад, специално оформен за него сред градските строежи. Сградата е дълга 34 и широка 10.5 м., зидовете са дебели до 1 м. и са градени от местен ломен камък. За лицевите страни са използвани едри и правилно оформени блокове. Главният подход към църквата е през обширен двор и двоен притвор към самия храм. Във вътрешността ѝ се откриват две колонади от по пет колони, разделящи централната част на три дяла. Запазените им бази са изработени от бял и мек варовик, какъвто не се среща в околността. Колоните са били дървени и са изгорели в пожара, унищожил храма. Подовете са покрити с тухли, върху които зидарите са оставили специфичен знак с пръсти, докато глината още е била влажна. В центъра на пода се забелязва пластично изменение на плоскостта. Археолозите твърдят, че при разрушаването на църквата главният полиелей е паднал долу, и при падането си е оставил отпечатък върху тухления под, като може да се предположи, че днес се долавя неговата форма на двоен кръст с приблизителни размери 3/2 метра.
Новооткритият храм е възможно да е бил епископска църква, което се подсказва от каменната седалка за архиереите в олтарната част и пак там са оцелели и възможни следи от постамента за трон. Под пода на олтара се открива реликварий, в който е вероятно да са били пазени мощи на почитан в града светец. Откритите във вътрешността на църквата монети са на византийските императори Анастасий I, Юстиниан I Велики, Юстин II и др.дават възможност да се предполага, че тя е съградена през V век. Възможно е църквата да е разрушена заедно с града, в началото на VII век, при нашествия на словени/славяни и авари.

## Публикации
- Археолози: Мисионис е по-древен, отколкото мислехме
- Археолозите продължават да сглобяват пъзела „Мисионис“
- Нови открития изненадват археолозите в древния град Мисионис край Търговище.